# Övik Energi
Övik Energi AB är ett affärsdrivande företag som producerar och levererar el, fjärrvärme, fjärrkyla samt erbjuder bredband via fibernät. Koncernen ägs av Örnsköldsviks kommun via Rodret i Örnsköldsvik AB och omsätter cirka 850 miljoner kronor. Företaget är verksamt i Örnsköldsviks kommun, med sitt huvudkontor i centralorten. Bolagets historik sträcker sig till 1895 när de första elektriska gatulyktorna sattes upp i Örnsköldsviks stad.